# Wanawara
Wanawara (russisch Ванава́ра) ist ein Ewenkendorf (selo) in der russischen Region Krasnojarsk (bis zu seiner Auflösung am 1. Januar 2007 im Autonomen Kreis der Ewenken) an der Mündung der Wanawarka in die Steinige Tunguska. Es hat 3153 Einwohner (Stand 14. Oktober 2010).
In 65 Kilometer Entfernung von der Handelssiedlung fand 1908 eine Explosion statt, die vermutlich auf einen Kometen- oder Asteroidenabsturz zurückzuführen ist. Diese ist heute unter dem Namen Tunguska-Ereignis bekannt. In Wanawara wurden trotz der großen Entfernung Fenster und Türen eingedrückt, was die hohe Sprengkraft verdeutlicht.
Der Asteroid (6404) Vanavara ist nach dem Dorf benannt.
Bevölkerungsentwicklung
| Jahr | Einwohner |
| ---- | --------- |
| 1939 | 758       |
| 1959 | 1295      |
| 1970 | 1347      |
| 1979 | 1885      |
| 1989 | 5697      |
| 2002 | 3313      |
| 2010 | 3153      |
| 2020 | 2887      |

Anmerkung: Volkszählungsdaten